# Allonzo Trier
Allonzo Brian Trier (ur. 17 stycznia 1996 w Seattle) – amerykański koszykarz występujący na pozycji rzucającego obrońcy.
W 2013 zdobył Nike złoty medal podczas turnieju Global Challenge, a rok później srebrny.
W 2015 wystąpił w meczach gwiazd amerykańskich szkół średnich – McDonald’s All-American, Nike Hoop Summit, Jordan Brand Classic. W ostatnim z wymienionych został wybrany MVP. W 2014 został wybrany najlepszym zawodnikiem szkół średnich  stanu Maryland (Maryland Gatorade Player of the Year). Rok później został też wybrany do II składu USA Today's All-USA.
26 czerwca 2020 został zwolniony przez New York Knicks.

## Osiągnięcia
Stan na 5 lipca 2020, na podstawie, o ile nie zaznaczono inaczej.
NCAA
- Uczestnik rozgrywek:
  - Sweet 16 turnieju NCAA (2017)
  - turnieju NCAA (2016–2018)
- Mistrz:
  - turnieju konferencji Pac-12 (2017, 2018)
  - sezonu regularnego Pac-12 (2017, 2018)
- Most Outstanding Player (MOP=MVP) turnieju Pac-12 (2017)
- Zaliczony do:
  - I składu 
    - Pac-12 (2018)
    - turnieju Pac-12 (2017)
    - najlepszych pierwszorocznych zawodników Pac-12 (2016)

  - II składu Pac-12 (2017)
  - składu All-American honorable mention (2018 przez Associated Press)
- Zawodnik tygodnia Pac-12 (13.11.2017)

Reprezentacja
- Mistrz:
  - świata U–19 (2015)
  - Ameryki U–18 (2014)